# Вълко Димитров
Вълко Димитров Михайлов (Дядо Вълко) е деец на БЗНС, сътрудничил на комунистическата партия, ятак на Сухашката партизанска чета, впоследствие отряд, носещ неговото име, и на Партизански отряд „Георги Бенковски“ (Червен бряг).

## Биография
Вълко Димитров е роден на 6 април 1885 година в средно селско семейство. През 1911 година става член на БЗНС. През 1921 – 1922 година е кмет на родното си село и председател на земеделската дружба. Участва в Юнското въстание (1923). Приема идеята за общи действия с БКП и участва в подготовката на Септемврийското въстание (1923).
Участва в комунистическото партизанско движение по време на Втората световна война. Ятак е на партизаните от Партизански отряд „Георги Бенковски“ (Червен бряг). Присъединява се към тях и ги укрива през зимата на 1943/1944 година. Разкрит от полицията, жестоко изтезаван и убит заедно със съпругата си Мария Михайлова. След смъртта му, на негово име е наречен партизански отряд „Дядо Вълко“.